# Opera d'arte

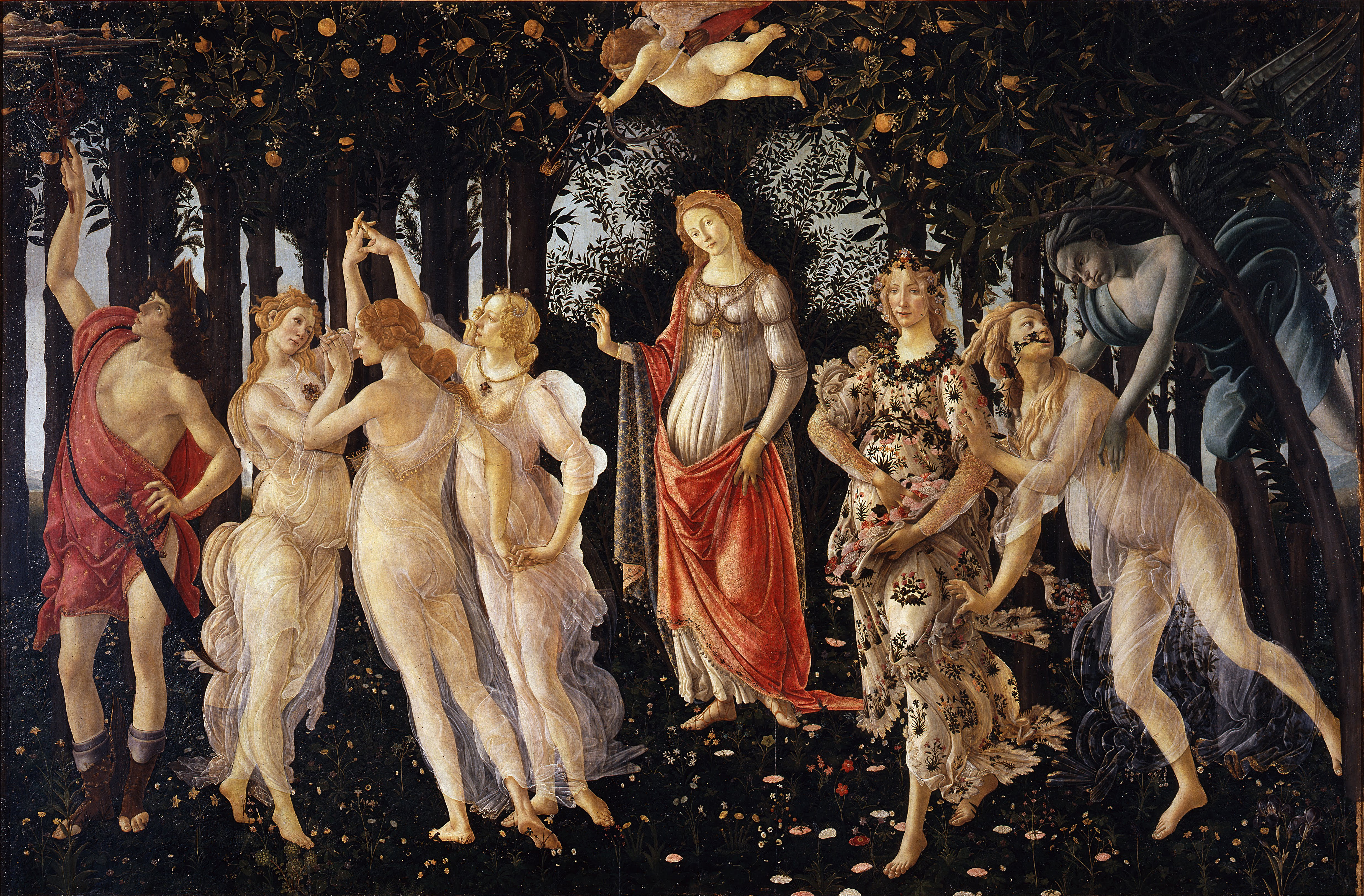
Botticelli, la Primavera, 1482 ca.

Un'opera d'arte una creazione artistica. Essa è assemblata da professionisti di un'arte, o comunque comporta una funzione primariamente estetica.
L'opera d'arte è dunque una forma di espressione artistica che ha come fine la sublimazione dell'emozione e dell'interiorità dell'artista e che usa come mezzo la tecnica. Essa è strettamente correlata alla realizzazione di un'idea. 
Un'opera d'arte può essere fisica, in due o tre dimensioni, e ciò vale per gli artefatti appartenenti alle arti visive o figurative, a pittura, scultura, architettura e fotografia. Nelle forme di arte scenica o teatrale, in musica, danza e cinema, l'opera d'arte è il complesso della produzione di un particolare spettacolo, film, opera, balletto o concerto. 
Le tecniche di pattern recognition  mediante rete neurale e autoapprendimento promettono un valido supporto nelle attribuzioni di autore, così come del contenuto delle opere d'arte, attraverso un confronto con lo storico. Tecniche come il riconoscimento delle immagini ed in particolare il riconoscimento facciale trovano un impiego efficace anche nella più complessa analisi di immagini statiche in movimento ovvero miste (primo piano statico, secondo piano in movimento).